# Forheim
Forheim è un comune tedesco di 592 abitanti, situato nel land della Baviera.